# Une fille très avertie
Pour plus de détails, voir Fiche technique et Distribution.
Une fille très avertie (titre original : Ask Any Girl) est un film américain réalisé par Charles Walters et sorti en 1959.

## Synopsis
Meg Wheeler, une jeune provinciale naïve, arrive à New York pour trouver un mari et du travail. Elle est embauchée au département marketing des frères Doughton. Elle a des vues sur le séduisant Evan, le plus jeune des deux frères. Miles, l’aîné, va s'appliquer à mettre Meg au goût de son play-boy de frère…

## Fiche technique
- Titre original : Ask Any Girl
- Titre français : Une fille très avertie
- Réalisation : Charles Walters
- Scénario : George Wells d’après le roman de Winifred Wolfe, Ask Any Girl
- Direction artistique : William A. Horning, Urie McCleary
- Décors : F. Keogh Gleason, Henry Grace
- Costumes : Helen Rose
- Photographie : Robert J. Bronner
- Son : Franklin Milton
- Musique : Jeff Alexander
- Montage : John McSweeney Jr.
- Producteur : Joe Pasternak
- Sociétés de production : Euterpe Inc., Metro-Goldwyn-Mayer
- Société de distribution : Metro-Goldwyn-Mayer
- Pays d'origine :  États-Unis
- Langue de tournage : anglais
- Format : couleur (Metrocolor) — 2.35:1 CinemaScope — son 4 pistes stéréo (Westrex Recording System) — 35 mm
- Genre : comédie
- Durée : 98 minutes
- Date de sortie :
  -  États-Unis : 21 mai 1959
  -  France : 13 mai 1960

## Distribution
- David Niven : Miles Doughton
- Shirley MacLaine : Meg Wheeler
- Gig Young : Evan Doughton
- Rod Taylor : Ross Tayford
- Jim Backus : Maxwell
- Claire Kelly (en) : Lisa
- Elisabeth Fraser : Jennie Boyden
- Dodie Heath (en) : Terri Richards
- Read Morgan (en) : Bert
- Carmen Phillips : la jeune femme raffinée

## Bande originale
- I'm In The Mood For Love, paroles de Dorothy Fields et musique de Jimmy McHugh

## Récompenses et distinctions
- Berlinale 1959 : Ours d'argent de la Meilleure actrice à Shirley MacLaine
- BAFTA 1960 : Prix de la Meilleure actrice étrangère à Shirley MacLaine